# Pedro Parente

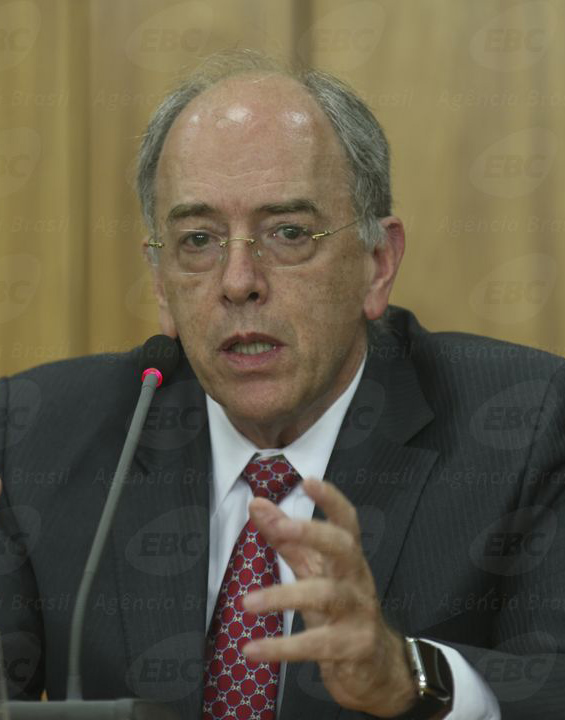
Pedro Parente, 2016

Pedro Pullen Parente (* 21. Februar 1953 in Rio de Janeiro) ist ein brasilianischer Elektroingenieur und Politiker. Er war in der Regierung Fernando Henrique Cardoso von 1999 bis 2003 Stabschef des Präsidenten der Republik Brasilien, dem Casa Civil. Am 19. Mai 2016 hat er den Posten an der Spitze der Petrobras, des wichtigsten Konzerns Brasiliens, von der Interimsregierung unter Präsident Michel Temer angenommen. Er gilt als einer der am besten vernetzten Manager Brasiliens.

## Karriere
Pedro Parente begann seine Berufskarriere zwischen 1971 und 1973 bei der Banco do Brasil in Rio de Janeiro. Später kam er zur Brasilianischen Zentralbank, wo er bis 1984 in der Administration tätig war. Während dieser Zeit graduierte er 1976 an der Universität Brasilia in Elektronik. In der Regierung José Sarney war er von 1985 bis 1986 stellvertretender Generalsekretär im Finanzministerium, zwischen 1987 und 1988 stellvertretender Finanzsekretär sowie Sekretär für Computer-Programmierung im selben Ministerium. Er diente von 1994 bis 2002 als Stabschef des Casa Civil im Finanzministerium. Im Jahr 1999 war er kurzzeitig Planungsminister der Regierung José Sarney und arbeitete in dieser Funktion mit dem IWF zusammen. Im Jahr 2002 gehörte er als Minister für Bergbau und Energie dem Kabinett Fernando Henrique Cardoso an. Danach koordinierte er das Transition-Team von Fernando Henrique Cardoso bis zum Beginn der Präsidentschaft von Luiz Inácio Lula da Silva.
Nachdem er die Regierung verlassen hatte, war Parente Leitender Vizepräsident der Gruppe RBS in Brasilien. 2003 war er CEO des amerikanischen Rohstoffkonzerns Bunge, der in Südamerika seine Wurzeln hat. Auch war er im Verwaltungsrat der Fluggesellschaft TAM Linhas Aéreas. Später machte er sich gemeinsam mit seiner Frau als Vermögensberater selbständig. Pedro Parente bleibt auch nach seiner Berufung an die Spitze der Petrobras Präsident des Verwaltungsrates der Börse von São Paulo.

## Privates
Er ist verheiratet mit Lucie Kaufmann. Früher hatte er zwei weitere Ehen, mit Maria Lucia Carvalho, mit der er drei Kinder hat, und mit Gecy Belmonte, mit der er eine Tochter hat.